# City 2
City 2 is een overdekt winkelcentrum in het centrum van de Belgische stad Brussel (in de Nieuwstraat) en is tevens het op een na grootste winkelcentrum in België qua oppervlakte. City 2 telt een honderdtal winkels verspreid over vier niveaus (het bovenste wordt ingenomen door de winkelketen FNAC samen met een Action-filiaal en een boksschool) en heeft een totale oppervlakte van 51.000 vierkante meter.
Het winkelcentrum is in handen van de Fortisgroep. Het werd opgericht in 1978 door de SCC die het beheerde tot in 2003. Het winkelcomplex werd in 1999 grondig gerenoveerd.
Vroeger herbergde het centrum acht bioscoopzalen van de groep UGC vergezeld van een Quickrestaurant.

## Bereikbaarheid
Het gebouw beschikt over een rechtstreekse verbinding naar het Rogierstation met de lijnen 2 en 6 van de Brusselse metro. Daarnaast beschikt het centrum over een (betalende) parking met 450 plaatsen.